# Joan Semmel
Joan Semmel, nascida em 19 de outubro de 1932, é uma pintora e escritora feminista norte-americana. Através das suas pinturas realistas, ela desafia a visão patriarcal dos corpos das mulheres objetificadas. Ela questiona o desejo, o consentimento e a sexualidade femininos a partir de uma perspectiva feminista.
Um dos destaques de sua obra são os seus autorretratos nus.